# Sončni obrat (roman)
Sončni obrat je roman slovenskega pisatelja in novinarja Mihe Remca iz leta 1969. 

## Zgodba
Danes je res sončni obrat. Nikoli ni mati pozabila povedati: ob kresi se dan obesi in na kresno noč živali spregovorijo in je treba poiskati praprotno seme – zakaj že praprotno seme? In to noč gorijo plamenčki nad zakladi pa prihajajo škratje na rej po samotnih gozdnih jasah in je sploh neka čudna noč.
Matija Rob se je znašel v svetu, v katerem so ga težile in obremenjevale vsakdanje stvari. Njegove nočne more so bile tako resnične, da jih ni ločil od realnosti. Obremenjevale so ga življenjske stvari, kot npr. zamenjati olje v avtu ali na pošti plačati položnico za telefon. Na te opravke ga je iz dneva v dan opominjala žena Majda. Tudi ona je bila naveličana zakona in vsakodnevnih opravil. Tako Majda kot tudi Mat (vzdevek, okrajšava za Matija) sta si želela avantur. Nekega večera so s prijateljema Borutom in Vero eksperimentirali ter zamenjali partnerje. Mata tudi to ni osrečilo. Njegove misli so se vračale nazaj k Ani, prijateljici iz prejšnjega obdobja v življenju. 
Mat se je zjutraj odpravil v službo. Direktor je zaposlene poklical na sestanek in jih obvestil, da bodo nekaj delavcev odpustili. Matija bi bil ob službo, če ga ne bi s seznama izbrisal prijatelj, s katerim je skupaj služil vojsko in je imel še višji položaj kot Matijev direktor. Matiji se je odvalil kamen od srca, saj bo še naprej lahko skrbel za svojo družino in jo preživljal. Po službi je šel z ženo in njeno prijateljico na kosilo. Ogledoval si je natakarice, ki si jih je želel videti gole. Po kosilu se je odpeljal v vrtec po sina Carjeviča in ga peljal na kopanje na Soro. Majda je naredila načrt za zvečer: obiskala bosta Vero in Boruta, ki prirejata zabavo na kresno noč. Vseeno se je bosta udeležila, pa čeprav mu je obljubila, da se bosta to noč raje ljubila, saj peljeta Carjeviča k tašči. Mat je na zabavi ves čas razmišljal, kako bi z Ano pobegnil na otok. Ko je zaslišal ženo v postelji z Borutom (sam je bil tedaj v postelji z Vero), se je odločil za ta korak. Zapeljal se je proti morju iskat Ano. Bližje ko je bil cilju, bolj je bil vesel zaradi svojega sklepa. Naenkrat mu je prekrižal pot pijanec, ki je vijugal po cesti. Skušal se mu je izogniti, kar pa je bilo zanj usodno. Zdrsnil je s ceste v prepad in zagorel v avtomobilu. 

## Kritika
Remčev Sončni obrat je čista kritika proizvodnega dela kot popolne človekove negacije in reifikacije.
"V Remčevem romanu Sončni obrat je v veljavi neposrednost: človek direktno govori s sočlovekom, se z njim spopada, ga negira ali priznava; enako direkten odnos ima do reči. Čeprav je eksistencialistično-ideološka struktura tega teksta ravno v tezi, da se danes ljudje ne moremo več medsebojno skladati, živeti v neposrednosti, v ljubezni, s srcem, avtentično, zvesto, da se medsebojno ovirajo, ponižujejo, izdajajo, mučijo, dolgočasijo, se pravi da so drug drugemu predmet nadalje, da je tudi njihov odnos do reči ubogajoč, zasužnjujoč, saj so jim reči reči zagospodovale, se naselile med človeka in človeka, zavzele središčno pozicijo, od koder vladajo in ravnajo človeško usodo, čeprav je torej teza teksta v podajanju izgube neposrednosti, vladavine posrednosti, človekovega postopnega razčlovečenja, pa je slog teksta ravno nasproten: skrajno neposreden, vsi nastopajoči so osebe (subjekti) s profilirano notranjostjo, značaji jasnimi zahtevami, trpljenjem, totaliziranjem; med njimi vlada direktna napetost, živijo drug za drugega in zoper drugega, reči so v njihovi intimni bližini".
(Kermauner 1975: 236–37)
"Nikakor se ne splača izgubljati besed o klišejski sestavi fabule, tudi ne o "žurnalističnem" tonu pripovedi, čeprav tako površen jezik zelo redko zasledimo celo v sicer predvsem ideoloških tekstih. Remec je zapisal v knjigo prav vse, kar se ponuja neiznajdljivi in zdolgočaseni asociaciji. Ta mehanizem je uspešen pri tekstih, ki ne gradijo posebnega sveta, vendar je za roman najbrž neprimeren. Tako se brez funkcije pojavljajo v tekstu simboli potrošništva: Candy, Janez Pešec, EKA, AEG, ISTRA APERO, BITTER, Standa ... Ti sodobni artikli pa Remcu ne pričarajo grozečega, polaščujočega se sveta, nasprotno, utrujajo in parajo pripovedni lok".
(Rupel 1973: 77–78)

### Naslov
Naslovna metafora sončnega obrata za osebni preobrat je vzeta iz meteorološkega pojava sončev obrat. Sončev obrat ali solsticij je tisti dan v letu, ko je Sonce ob poldnevu (v svojem  zenitu) navidezno najseverneje ali najjužneje. Na poletni sončev obrat ali kres, ki je običajno od 21. do 23. junija, se začne poletje. Leta 2011 je izšla pesniška zbirka  Barbare Simoniti z enakim naslovom, ki pa z Remčevim romanom nima zveze.